# Andrew Mwenda
Andrew Mwenda (Fort Portal, 1972) és un periodista ugandès, fundador i propietari de la publicació The Independent. Havia sigut redactor polític del diari Daily Monitor i va ser presentador del programa Andrew Mwenda Live de KFM Radio Kampala, una emissora de Kampala, la capital del país. El 2008 va rebre un dels Premis a la Llibertat de Premsa Internacional, que atorga el Comitè per la Protecció dels Periodistes.